# Belliena flavimana
Belliena flavimana är en spindelart som beskrevs av Simon 1902. Belliena flavimana ingår i släktet Belliena och familjen hoppspindlar. Inga underarter finns listade.